# 夏季奧林匹克運動會板球比賽

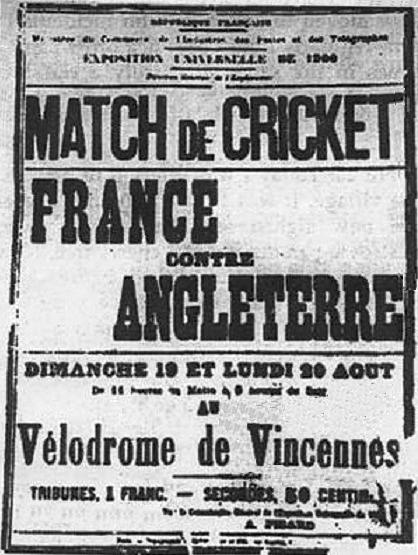
1900年英国对法国奥林匹克板球比赛的海报

板球曾是现代夏季奥运会的一项运动。它唯一的出現是在1900年夏季奥运会上，當時只設男子比赛，該賽事由英国获得了金牌。板球原定于1896年在雅典举行的首届夏季奥运会中被列入其中。板球原本將是該届奥运会上唯一的團體賽事。
然而，由于报名人数不足，因此該届夏季奧運會没有举行任何板球比賽。四年后，该赛事在1900年巴黎夏季奥运会上举行，但只有两个国家参加了比赛，英国和东道主法国。法国队主要由英国外籍人士代表，官方將其歸類為混合队。
該場比赛进行了两天，最終英國队以158分的优势赢得了比赛，獲得了金牌。 至此板球從未再登上奧運舞臺。但它在奧運會上重新參加比賽的可能性最近重新浮出水面。2021年8月，國際板球理事會确认了争取从2028年夏季奥运会起将板球重新纳入奥运会的计划。國際奧委會隨後於2023年10月16月確認板球將會重新被列入2028年夏季奥运会的項目之一。

## 男子賽事
| 年份 | 主辦城市 | 金牌戰 | 金牌戰            | 金牌戰     |
| 年份 | 主辦城市 | 金牌   | 结果              | 銀牌       |
| ---- | -------- | ------ | ----------------- | ---------- |
| 1900 | 巴黎     | 英国   | 英国以 158 分获胜 | 混合代表隊 |
| 2028 | 洛杉磯   |        |                   |            |

### 参与国
| 国家     | 00   | 年 |
| -------- | ---- | -- |
| 英国     | 金牌 | 1  |
| 混合     | 銀牌 | 1  |
| 国家总数 | 2    |    |

### 奖牌获得者
| 金牌        | 银牌        | 铜牌   |
| ----------- | ----------- | ------ |
| 英国（GBR） | 混合（ZZX） | 未頒奖 |